# Canthonella pygmaea
Canthonella pygmaea är en skalbaggsart som beskrevs av Edgar von Harold 1869. Canthonella pygmaea ingår i släktet Canthonella och familjen bladhorningar. Inga underarter finns listade.